# Com' Out
Com' Out foi uma revista portuguesa de temática LGBT, que teve a sua primeira publicação em Julho de 2008, pela editora Joeli Publishing.
No primeiro número a revista entrevista Solange F., apresentadora da SIC Radical que fez nesse ano o seu coming out público.
Embora não tenha sido a primeira, era a única revista de informação mensal dedicada à comunidade lésbica, gay, bissexual e transgénero em Portugal, até ter sido suspensa em 2011.
Fizeram capa da Com' Out personalidades como Madonna (nº2), Sónia Tavares (nº4) e Heath Ledger (nº7).